# ميروسلاف ستانيتش
ميروسلاف ستانيتش هو لاعب كرة قدم صربي في مركز الوسط، ولد في 11 ديسمبر 1993 في سميديريفو في صربيا. لعب مع FK Leotar ‏.

## وصلات خارجية
- ميروسلاف ستانيتش على موقع قاعدة بيانات كرة القدم.إي يو (الإنجليزية)
- ميروسلاف ستانيتش على موقع Soccerway.com (الإنجليزية)